# Asques (Gironde)
Pour les articles homonymes, voir Asques.
Asques (Ascas en gascon) est une commune du Sud-Ouest de la France, située dans le département de la Gironde (région Nouvelle-Aquitaine).

## Géographie

### Localisation
Commune de l'aire d'attraction de Bordeaux située sur la rive droite de la Dordogne.

### Communes limitrophes
Les communes limitrophes sont  Saint-Loubès et Saint-Romain-la-Virvée.
|  | Saint-Romain-la-Virvée |
|  | Asques                 |
|  | Saint-Loubès           |

### Climat
Pour des articles plus généraux, voir Climat de la Nouvelle-Aquitaine et Climat de la Gironde.
Historiquement, la commune est exposée à un climat océanique aquitain.  
En 2020, Météo-France publie une typologie des climats de la France métropolitaine dans laquelle la commune est exposée à un climat océanique et est dans la région climatique Aquitaine, Gascogne, caractérisée par une pluviométrie abondante au printemps, modérée en automne, un faible ensoleillement au printemps, un été chaud (19,5 °C), des vents faibles, des brouillards fréquents en automne et en hiver et des orages fréquents en été (15 à 20 jours).
Pour la période 1971-2000, la température annuelle moyenne est de 13,1 °C, avec une amplitude thermique annuelle de 14,4 °C. Le cumul annuel moyen de précipitations est de 889 mm, avec 12,7 jours de précipitations en janvier et 6,5 jours en juillet. Pour la période 1991-2020, la température moyenne annuelle observée sur la station météorologique la plus proche, située sur la commune de Saint-Gervais à 8,37 km à vol d'oiseau, est de 13,9 °C et le cumul annuel moyen de précipitations est de 824,9 mm,. Pour l'avenir, les paramètres climatiques de la commune estimés pour 2050 selon différents scénarios d’émission de gaz à effet de serre sont consultables sur un site dédié publié par Météo-France en novembre 2022.

### Milieux naturels et biodiversité

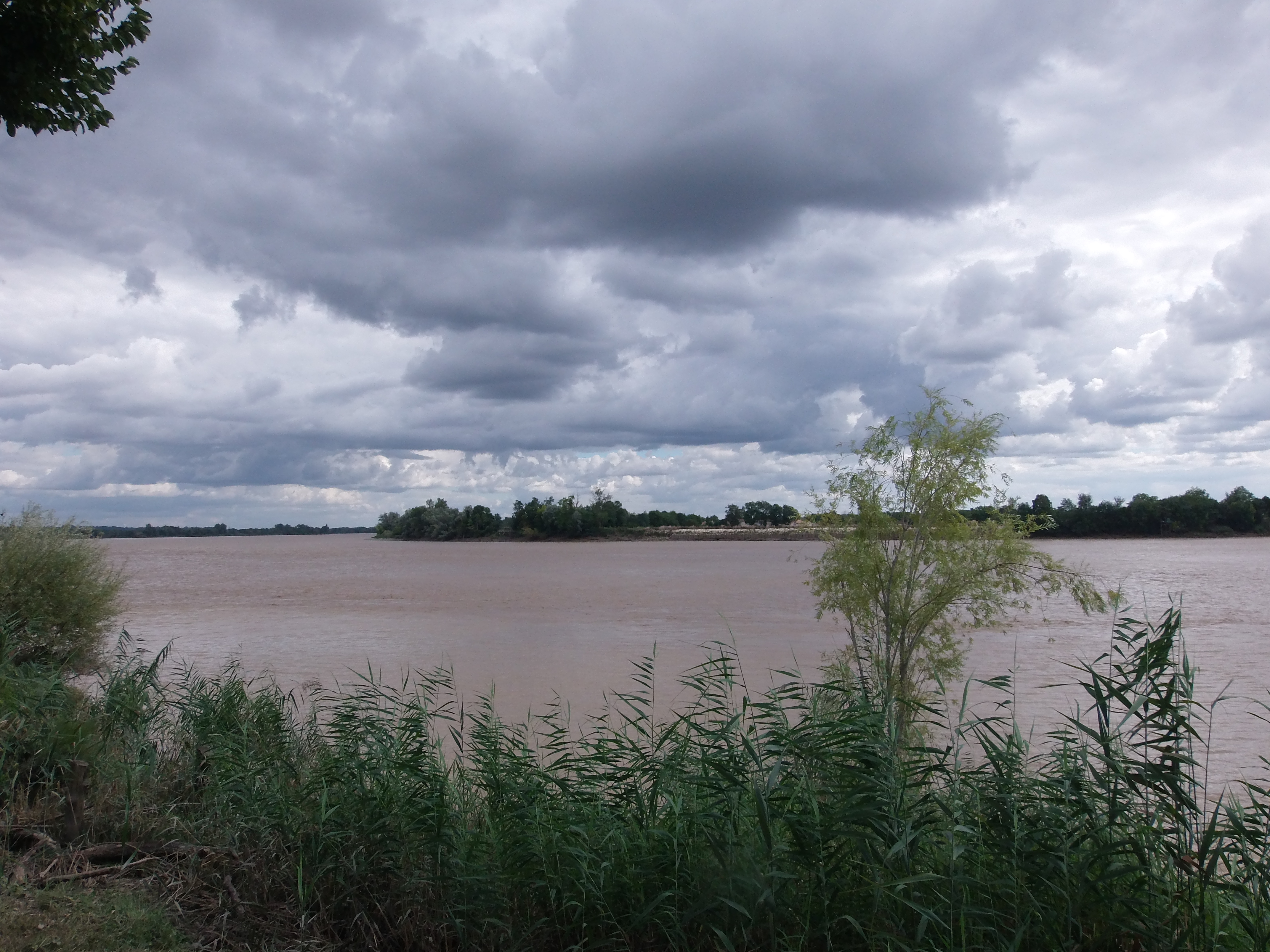
La Dordogne à Asques.

#### Natura 2000
La Dordogne est un site du réseau Natura 2000 limité aux départements de la Dordogne et de la Gironde, et qui concerne les 104 communes riveraines de la Dordogne, dont Asques,. Seize espèces animales et une espèce végétale inscrites à l'annexe II de la directive 92/43/CEE de l'Union européenne y ont été répertoriées.

#### ZNIEFF
Asques fait partie des 102 communes concernées par la zone naturelle d'intérêt écologique, faunistique et floristique (ZNIEFF) de type II « La Dordogne »,, dans laquelle ont été répertoriées huit espèces animales déterminantes et cinquante-sept espèces végétales déterminantes, ainsi que quarante-trois autres espèces animales et trente-neuf autres espèces végétales.

## Urbanisme

### Typologie
Au 1er janvier 2024, Asques est catégorisée commune rurale à habitat dispersé, selon la nouvelle grille communale de densité à sept niveaux définie par l'Insee en 2022.
Elle appartient à l'unité urbaine de La Lande-de-Fronsac, une agglomération intra-départementale regroupant six  communes, dont elle est une commune de la banlieue,,. Par ailleurs la commune fait partie de l'aire d'attraction de Bordeaux, dont elle est une commune de la couronne,. Cette aire, qui regroupe 275 communes, est catégorisée dans les aires de 700 000 habitants ou plus (hors Paris),.

### Occupation des sols

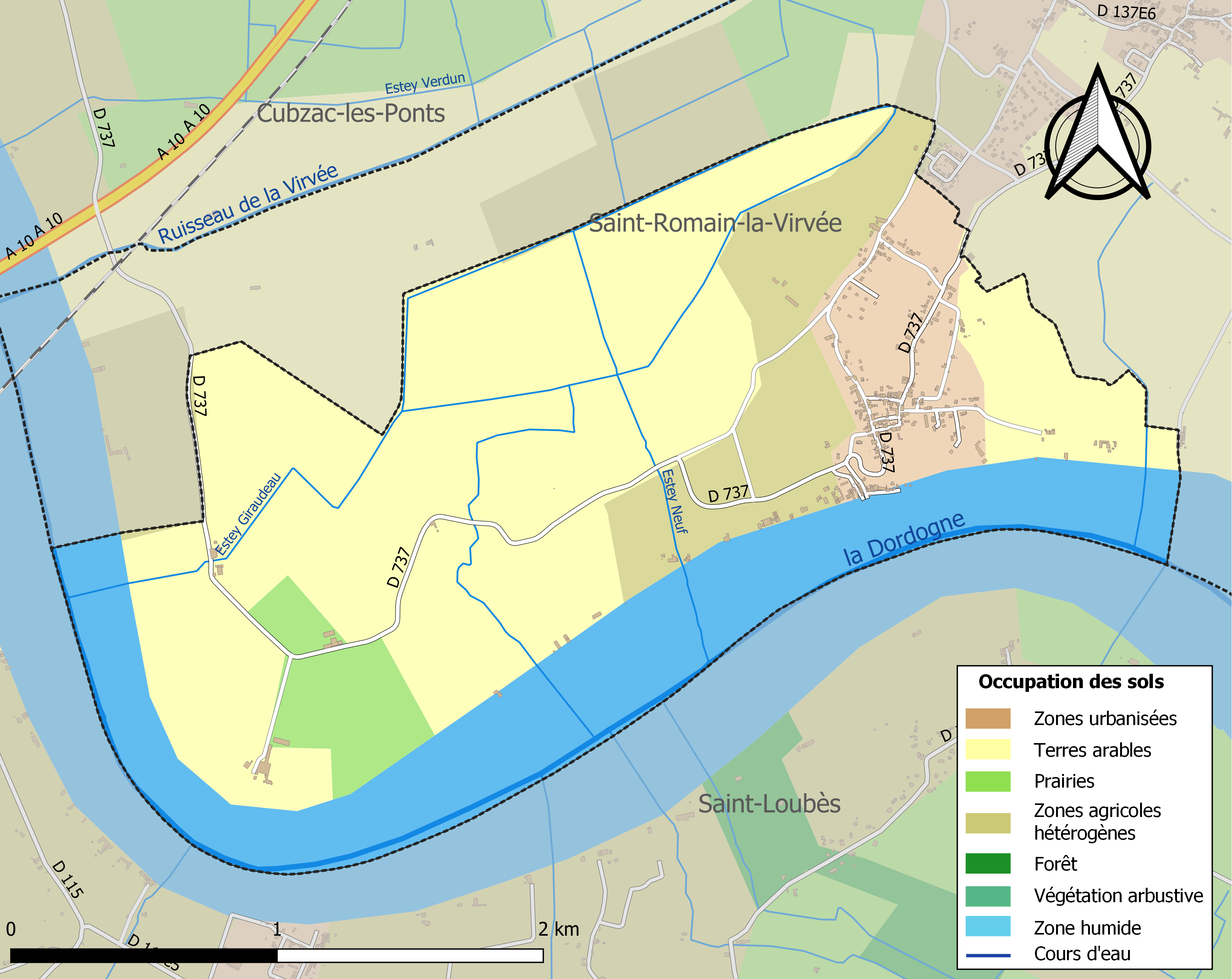
Carte des infrastructures et de l'occupation des sols de la commune en 2018 (CLC).

L'occupation des sols de la commune, telle qu'elle ressort de la base de données européenne d’occupation biophysique des sols Corine Land Cover (CLC), est marquée par l'importance des territoires agricoles (69 % en 2018), en diminution par rapport à 1990 (77,3 %). La répartition détaillée en 2018 est la suivante : 
terres arables (47,5 %), eaux continentales (22,7 %), zones agricoles hétérogènes (11,8 %), zones urbanisées (8,3 %), cultures permanentes (5,1 %), prairies (4,6 %). L'évolution de l’occupation des sols de la commune et de ses infrastructures peut être observée sur les différentes représentations cartographiques du territoire : la carte de Cassini (XVIIIe siècle), la carte d'état-major (1820-1866) et les cartes ou photos aériennes de l'IGN pour la période actuelle (1950 à aujourd'hui).

### Risques majeurs
Le territoire de la commune d'Asques est vulnérable à différents aléas naturels : météorologiques (tempête, orage, neige, grand froid, canicule ou sécheresse), inondations, mouvements de terrains et séisme (sismicité faible). Il est également exposé à un risque technologique, la rupture d'un barrage. Un site publié par le BRGM permet d'évaluer simplement et rapidement les risques d'un bien localisé soit par son adresse soit par le numéro de sa parcelle.

#### Risques naturels
La commune fait partie du territoire à risques importants d'inondation (TRI) de Libourne, regroupant les 20 communes concernées par un risque de submersion marine ou de débordement de la Dordogne, un des 18 TRI qui ont été arrêtés fin 2012 sur le bassin Adour-Garonne. Les événements significatifs aux XIXe et XXe siècles sont les crues de 1843 (6,80 m l'échelle de Libourne), de 1866 (6,40 m) et du 10 février 1944 (6,38 m) et du 27 décembre 1999 (6,36 m). Au XXIe siècle, les événements les plus marquants sont les crues de mars 2010 (5,55 m) et du 31 janvier 2014 (5,97 m). Des cartes des surfaces inondables ont été établies pour trois scénarios : fréquent (crue de temps de retour de 10 ans à 30 ans), moyen (temps de retour de 100 ans à 300 ans) et extrême (temps de retour de l'ordre de 1 000 ans, qui met en défaut tout système de protection). La commune a été reconnue en état de catastrophe naturelle au titre des dommages causés par les inondations et coulées de boue survenues en 1982, 1988, 1999, 2009, 2010, 2013, 2014 et 2016,.
Les mouvements de terrains susceptibles de se produire sur la commune sont des affaissements et effondrements liés aux cavités souterraines (hors mines) et des éboulements, chutes de pierres et de blocs. Par ailleurs, afin de mieux appréhender le risque d’affaissement de terrain, l'inventaire national des cavités souterraines permet de localiser celles situées sur la commune.

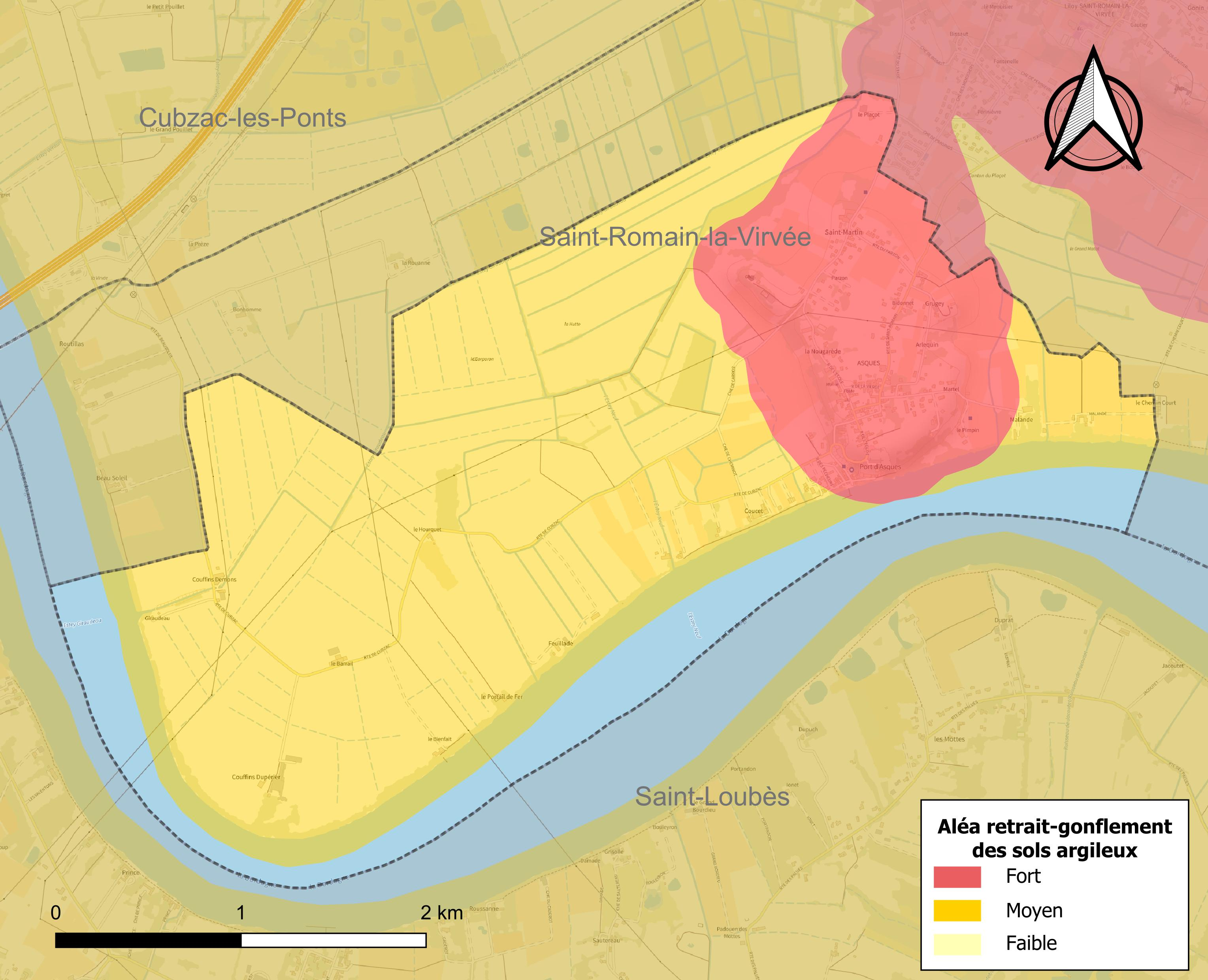
Carte des zones d'aléa retrait-gonflement des sols argileux d'Asques.

Le retrait-gonflement des sols argileux est susceptible d'engendrer des dommages importants aux bâtiments en cas d’alternance de périodes de sécheresse et de pluie. 87,9 % de la superficie communale est en aléa moyen ou fort (67,4 % au niveau départemental et 48,5 % au niveau national). Sur les 215 bâtiments dénombrés sur la commune en 2019,  215 sont en aléa moyen ou fort, soit 100 %, à comparer aux 84 % au niveau départemental et 54 % au niveau national. Une cartographie de l'exposition du territoire national au retrait gonflement des sols argileux est disponible sur le site du BRGM,.
Par ailleurs, afin de mieux appréhender le risque d’affaissement de terrain, l'inventaire national des cavités souterraines permet de localiser celles situées sur la commune.
Concernant les mouvements de terrains, la commune a été reconnue en état de catastrophe naturelle au titre des dommages causés par la sécheresse en 2003, 2012 et 2015 et par des mouvements de terrain en 1999.

#### Risques technologiques
La commune est en outre située en aval du  barrage de Bort-les-Orgues, un ouvrage sur la Dordogne de classe A soumis à PPI, disposant d'une retenue de 477 millions de mètres cubes. À ce titre elle est susceptible d’être touchée par l’onde de submersion consécutive à la rupture de cet ouvrage.

## Histoire
À la Révolution, le hameau d'Asques et sa chapelle Saint-Martin appartenant à la paroisse Saint-Romain-de-Boursas (devenue elle-même la commune de Saint-Romain-la-Virvée) forme la commune d'Asques.

## Politique et administration
| Période                                  | Période  | Identité        | Étiquette | Qualité  |
| ---------------------------------------- | -------- | --------------- | --------- | -------- |
| mars 2001                                | 2020     | Jean Mora       |           | Retraité |
| 2020                                     | En cours | Murielle Darcos |           | Retraité |
| Les données manquantes sont à compléter. |          |                 |           |          |

## Démographie
Les habitants sont nommés les Asquais.
L'évolution du nombre d'habitants est connue à travers les recensements de la population effectués dans la commune depuis 1793. Pour les communes de moins de 10 000 habitants, une enquête de recensement portant sur toute la population est réalisée tous les cinq ans, les populations de référence des années intermédiaires étant quant à elles estimées par interpolation ou extrapolation. Pour la commune, le premier recensement exhaustif entrant dans le cadre du nouveau dispositif a été réalisé en 2008.

En 2022, la commune comptait 436 habitants, en évolution de −6,84 % par rapport à 2016 (Gironde : +6,91 %, France hors Mayotte : +2,11 %).
| 1793 | 1800 | 1806 | 1821 | 1831 | 1836 | 1841 | 1846 | 1851 |
| ---- | ---- | ---- | ---- | ---- | ---- | ---- | ---- | ---- |
| 720  | 675  | 758  | 775  | 704  | 672  | 723  | 729  | 758  |

| 1856 | 1861 | 1866 | 1872 | 1876 | 1881 | 1886 | 1891 | 1896 |
| ---- | ---- | ---- | ---- | ---- | ---- | ---- | ---- | ---- |
| 725  | 721  | 730  | 759  | 736  | 657  | 607  | 608  | 596  |

| 1901 | 1906 | 1911 | 1921 | 1926 | 1931 | 1936 | 1946 | 1954 |
| ---- | ---- | ---- | ---- | ---- | ---- | ---- | ---- | ---- |
| 563  | 591  | 501  | 486  | 440  | 392  | 399  | 336  | 336  |

| 1962 | 1968 | 1975 | 1982 | 1990 | 1999 | 2006 | 2008 | 2013 |
| ---- | ---- | ---- | ---- | ---- | ---- | ---- | ---- | ---- |
| 315  | 378  | 382  | 414  | 444  | 474  | 476  | 476  | 484  |

| 2018 | 2022 | - | - | - | - | - | - | - |
| ---- | ---- | - | - | - | - | - | - | - |
| 451  | 436  | - | - | - | - | - | - | - |

## Lieux et monuments
| - L'église Saint-Jean |

| - Croix de chemin |

- L'église Saint-Jean[38] : À l'origine, au XIIe siècle, l'église était la chapelle d’une Commanderie Hospitalière. De l’édifice primitif subsiste : le plan rectangulaire à chevet plat et nef unique précédée d’un clocher. Le portail est alors tout simplement surmonté de deux arceaux et couronné par une croix de Malte. Les parties hautes du clocher, pourvues de baies en lancette, sont reconstruites au XVe siècle, et un escalier à vis permet d’y accéder. Deux épais contreforts consolident le chevet plat dont le mur nord est percé d’une baie en lancette.

Cette austérité architecturale se maintient jusqu’à la fin du XVIIIe siècle, mais à la suite de la visite du vicaire général de l’archevêque de Bordeaux sur requête des Asquais, des travaux de rénovation importants sont engagés. L’église est agrandie d’un bas-côté au nord et sa façade est refaite dans le style néo-classique, avec un fronton triangulaire, des pilastres et des colonnes engagées. L’archevêque de Bordeaux vient lui-même, en 1788, consacrer l’église rénovée.
Au XIXe siècle, le bas-côté restauré reçoit un décor de peintures murales figurant l’ascension de la Vierge. Une sacristie est construite au sud-est du chevet. Toutes les fenêtres, refaites, sont éclairées de vitraux réalisés en 1875-1876 par l’atelier bordelais du maître-verrier Gustave Pierre Dagrant.
Le clocher a retrouvé récemment sa couverture en tuiles, en remplacement d’une couverture en feuilles de zinc datant de 1884.
- Croix d’Asques[39]

La commune d’Asques conserve une croix en pierre dont les origines font l’objet de nombreuses suppositions.
Les querelles territoriales ayant été nombreuses à Asques, il est possible que cette croix ait délimité autrefois les terres appartenant à l’Ordre de Malte.
Il est également possible qu’il s’agisse de la croix mentionnée dans le registre des baptêmes de Saint-Romain-de-Boursas. Elle aurait alors été bénite le 12 août 1691 ?
Dans le hameau de Saint-Martin, à l’emplacement des ruines d’une chapelle dédiée à saint Martin, subsiste le socle d’une deuxième croix de carrefour, bénite le 24 juin 1721.